# 中華人民共和國第十屆全運會短道速滑比賽
中華人民共和國第十屆全運會短道速滑比賽於2005年4月2日至3日在北京首都体育馆舉行。比賽共分男子500米、男子全能、男子5000米接力、女子500米、女子全能、女子3000米接力六個項目。

## 男子
| 項目           | 金牌                                       | 银牌                                 | 铜牌                                   |
| 男子500米      | 李佳军（吉林）                             | 李蒿楠（吉林）                       | 李野（吉林）                           |
| 男子全能       | 李野（吉林）                               | 隋宝库（黑龙江）                     | 李佳军（吉林）                         |
| 男子5000米接力 | 楊占宇 劉燁然 馬雲峰 齊心 隋宝库（黑龙江） | 李蒿楠 李野 胡澤 郭偉 李佳军（吉林） | 聶鑫 王澤峰 劉寒松 崔亮 劉文（解放军） |

## 女子
| 項目           | 金牌                                   | 银牌                                   | 铜牌                                     |
| 女子500米      | 杨扬（黑龙江）                         | 程曉蕾（解放军）                       | 高岚岚（四川）                           |
| 女子全能       | 王濛（黑龙江）                         | 杨扬（黑龙江）                         | 付天余（黑龙江）                         |
| 女子3000米接力 | 付天余 劉翠佳 王濛 王偉 杨扬（黑龙江） | 劉曉穎 沙鷗 朱米樂 王春露 楊陽（吉林） | 程曉蕾 張菊菊 毛迪 李曉莎 馬帥（解放军） |

## 奖牌榜
| 名次 | 代表團 | 金牌 | 銀牌 | 銅牌 | 總數 |
| ---- | ------ | ---- | ---- | ---- | ---- |
| 1    | 黑龙江 | 4    | 2    | 1    | 7    |
| 2    | 吉林   | 2    | 4    | 2    | 8    |
| 3    | 解放军 | 0    | 1    | 2    | 3    |
| 4    | 四川   | 0    | 0    | 1    | 1    |
| 總計 | 總計   | 6    | 7    | 6    | 19   |